# بارانوف (جزيرة)
جزيرة بارانوف Baranof Island وتسمى أيضا جزيرة سيتكا. هي جزيرة تقع في أرخبيل ألكسندر في مقبض ألاسكا في جنوب شرق ألاسكا.
سماها القبطان البحري الروسي الإمبراطوري ليسيانسكي تكريماً لـ ألكسندر أندرييفيتش بارانوف.
سماها السكان الأصليون من شعب تلينجيت باسم شي كاخاتل، وتختصر في شي.
وهي أصغر جزر إيه بي سي في ألاسكا.